# Olympische Sommerspiele 2020/Schießen – 10 m Luftpistole (Mixed)
Zum ersten Mal in der olympischen Geschichte fand in der Disziplin 10 m Luftpistole ein Mixedwettbewerb bei den Olympischen Spielen 2020 in Tokio statt. Der Wettkampf wurde am 27. Juli 2021 in der Asaka Shooting Range ausgetragen. Olympiasieger wurden Jiang Ranxin und Pang Wei aus China.

## Titelträger
| Olympiasieger | nicht im olympischen Programm                 | Rio de Janeiro 2016 |
| Weltmeister   | Artjom Tschernoussow / Witalina Bazaraschkina | Changwon 2018       |

### Qualifikation 1
| Rang | Athleten                                      | Nation               | 1   | 2   | 3   | Gesamt | Treffer 10 | Anmerkungen |
| ---- | --------------------------------------------- | -------------------- | --- | --- | --- | ------ | ---------- | ----------- |
| 1    | Manu Bhaker Chaudhary Saurabh                 | Indien 1             | 195 | 194 | 193 | 582    | 26         | Q2, OR      |
| 2    | Witalina Bazaraschkina Artjom Tschernoussow   | ROC                  | 194 | 192 | 195 | 581    | 19         | Q2          |
| 3    | Jiang Ranxin Pang Wei                         | China 1              | 194 | 194 | 193 | 581    | 19         | Q2          |
| 4    | Olena Kostewytsch Oleh Omeltschuk             | Ukraine              | 191 | 197 | 192 | 580    | 20         | Q2          |
| 5    | Zorana Arunović Damir Mikec                   | Serbien              | 193 | 192 | 192 | 577    | 17         | Q2          |
| 6    | Dina Aspandiyarova Daniel Repacholi           | Australien           | 194 | 191 | 191 | 576    | 17         | Q2          |
| 7    | Wang Qian He Zhengyang                        | China 2              | 191 | 194 | 191 | 576    | 13         | Q2          |
| 8    | Hanieh Rostamian Javad Foroughi               | Iran                 | 191 | 196 | 188 | 575    | 18         | Q2          |
| 9    | Choo Ga-eun Jin Jong-oh                       | Südkorea 2           | 194 | 190 | 191 | 575    | 13         |             |
| 10   | Sandra Uptagrafft James Hall                  | Vereinigte Staaten 2 | 194 | 188 | 191 | 573    | 12         |             |
| 11   | Kim Bo-mi Kim Mo-se                           | Südkorea 1           | 188 | 192 | 193 | 573    | 11         |             |
| 12   | Carina Wimmer Christian Reitz                 | Deutschland          | 189 | 191 | 191 | 571    | 19         |             |
| 13   | Tsolmonbaataryn Anudarj Enchtaiwany Dawaachüü | Mongolei             | 192 | 193 | 186 | 571    | 15         |             |
| 14   | Jorge Grau Laina Pérez                        | Kuba                 | 189 | 186 | 193 | 568    | 9          |             |
| 15   | Margarita Tschernoussowa Anton Aristarchow    | ROC 2                | 189 | 189 | 188 | 566    | 19         |             |
| 16   | Alexis Lagan Nickolaus Mowrer                 | Vereinigte Staaten 1 | 188 | 186 | 191 | 565    | 17         |             |
| 17   | Singh Yashaswini Deswal Verma Abhishek        | Indien 2             | 187 | 189 | 188 | 564    | 10         |             |
| 18   | Radwa Abdel Latif Samy Abdel Razek            | Ägypten              | 184 | 189 | 190 | 563    | 11         |             |
| 19   | Olfa Charni Ala Alothmani                     | Tunesien             | 190 | 186 | 185 | 561    | 15         |             |
| 20   | Satoko Yamada Kōjirō Horimizu                 | Japan                | 185 | 189 | 185 | 559    | 11         |             |

### Qualifikation 2
| Rang | Athleten                                    | Nation     | 1   | 2   | Gesamt | Treffer 10 | Anmerkungen |
| ---- | ------------------------------------------- | ---------- | --- | --- | ------ | ---------- | ----------- |
| 1    | Jiang Ranxin Pang Wei                       | China 1    | 194 | 193 | 387    | 10         | QG          |
| 2    | Witalina Bazaraschkina Artjom Tschernoussow | ROC        | 193 | 193 | 386    | 15         | QG          |
| 3    | Olena Kostewytsch Oleh Omeltschuk           | Ukraine    | 194 | 192 | 384    | 13         | QB          |
| 4    | Zorana Arunović Damir Mikec                 | Serbien    | 192 | 192 | 382    | 11         | QB          |
| 5    | Hanieh Rostamian Javad Foroughi             | Iran       | 188 | 194 | 382    | 13         |             |
| 6    | Wang Qian He Zhengyang                      | China 2    | 192 | 188 | 380    | 12         |             |
| 7    | Manu Bhaker Chaudhary Saurabh               | Indien 1   | 188 | 192 | 380    | 11         |             |
| 8    | Dina Aspandiyarova Daniel Repacholi         | Australien | 189 | 191 | 380    | 11         |             |

### Begegnung um Bronze
| Rang | Athleten                          | Nation  | 1        | 2        | 3        | 4        | 5        | 6        | 7        | 8        | 9        | 10       | 11       | 12       | 13       | 14       | Gesamt | Anmerkungen |
| ---- | --------------------------------- | ------- | -------- | -------- | -------- | -------- | -------- | -------- | -------- | -------- | -------- | -------- | -------- | -------- | -------- | -------- | ------ | ----------- |
| 3    | Olena Kostewytsch Oleh Omeltschuk | Ukraine | 19,9 (0) | 19,9 (2) | 20,9 (2) | 20,2 (2) | 19,5 (0) | 19,7 (0) | 19,4 (0) | 20,3 (2) | 20,4 (2) | 19,2 (0) | 20,1 (2) | 19,9 (2) | 18,7 (0) | 20,0 (2) | 16     |             |
| 4    | Zorana Arunović Damir Mikec       | Serbien | 20,9 (2) | 18,5 (0) | 19,1 (0) | 18,9 (0) | 19,8 (2) | 20,4 (2) | 20,4 (2) | 19,5 (0) | 20,0 (0) | 19,6 (2) | 19,7 (0) | 19,6 (0) | 21,2 (2) | 19,0 (0) | 12     |             |

### Begegnung um Gold
| Rang | Athleten                                    | Nation  | 1        | 2        | 3        | 4        | 5        | 6        | 7        | 8        | 9        | 10       | 11       | 12       | 13       | 14       | 15       | Gesamt | Anmerkungen |
| ---- | ------------------------------------------- | ------- | -------- | -------- | -------- | -------- | -------- | -------- | -------- | -------- | -------- | -------- | -------- | -------- | -------- | -------- | -------- | ------ | ----------- |
| 1    | Jiang Ranxin Pang Wei                       | China 1 | 18,0 (0) | 17,2 (0) | 20,2 (2) | 19,6 (0) | 20,1 (2) | 20,3 (0) | 19,7 (2) | 21,0 (2) | 20,9 (2) | 20,7 (2) | 19,7 (0) | 20,2 (2) | 19,5 (0) | 19,6 (0) | 20,8 (2) | 16     |             |
| 2    | Witalina Bazaraschkina Artjom Tschernoussow | ROC     | 20,5 (2) | 20,0 (2) | 19,3 (0) | 20,0 (2) | 19,7 (0) | 20,6 (2) | 18,8 (0) | 19,4 (0) | 20,2 (0) | 20,3 (0) | 20,5 (2) | 19,0 (0) | 19,9 (2) | 20,3 (2) | 20,3 (0) | 14     |             |